# Rumex thyrsoides
Rumex thyrsoides là một loài thực vật có hoa trong họ Rau răm. Loài này được Desf. miêu tả khoa học đầu tiên năm 1798.